# Irvin Blais
 (décembre 2022).
Pour les articles homonymes, voir Blais.
Irvin Blais, né le 12 septembre 1966 à Maria au Canada, est un chanteur de country québécois.

## Biographie
Il grandit en Gaspésie mais c’est à Port-Cartier, sur la Côte-Nord, qu’il commence à chanter et essaie de s’accompagner à la guitare. Son père lui apprend quelques accords. Il est influencé par les succès des vedettes country et western que sa mère affectionne, comme Jerry et JoAnne, Buck Owens et Merle Haggard.
C’est à Matane, au début des années 1980, dans le cadre du festival de la crevette, qu'Irvin chante pour la première fois devant un public au Shack du pêcheur, endroit même où Patrick Norman et son groupe avaient donné un spectacle auparavant.
En 1985, à Saint-Siméon de Bonaventure, il forme un groupe avec des amis d'enfance. Le décès de l'un d'entre eux, dû à la drogue, est l'inspiration de la chanson La drogue qui apparaît sur le premier album d'Irvin, La Route des Baleines. À la suite de la perte de son ami, il part pour Montréal où, parallèlement à son travail de gérant des matériaux, il se produit dans différents bars country-western de la région. En 1990, il repart sur la Côte-Nord et s’établit à Sept-Îles.C'est là qu'il aura deux filles une en août 1993 et la deuxième en août 1994.
En avril 1996, il rencontre Michèle C. Pinet qui devient sa conjointe et partenaire. Propriétaires d’un bar avec salle de danse et de réception, ils produisent des spectacles country dont, notamment, ceux de Paul Dwayne et de Julie Daraîche.
En 2003, Irvin Blais abandonne son métier de menuisier-charpentier et lance son premier album country/bluegrass aux accents gaspésiens intitulé La Route des Baleines. L’album est bien accueilli par plusieurs radios québécoises particulièrement en Gaspésie, en Mauricie, à Lanaudière, en Abitibi, sur la Côte-Nord ainsi qu'au Saguenay-Lac-Saint-Jean et aux Îles-de-la-Madeleine[réf. nécessaire]. L'album reçoit le même accueil au Nouveau-Brunswick où est située Distribution Plages, la maison de distribution des albums d’Irvin Blais[réf. nécessaire]. Irvin Blais se produit depuis les derniers huit ans dans plusieurs festivals à travers le Québec.
Le 25 février 2008, Irvin Blais figure dans les pages centrales du premier numéro de la revue Vibration Country distribuée au Québec, au Nouveau-Brunswick et en France[réf. nécessaire]. Cette revue se veut la référence au Québec en musique, en danse et en mode de vie country et western. Irvin participe également aux émissions de télévision Via Country, animée par Viateur Caron et diffusée par Cogéco Trois-Rivières Pour l'Amour du Country animée par Patrick Norman et Planète country diffusée sur TFO (Télévision française en Ontario)[réf. nécessaire]. Irvin Blais est aussi animateur de l'émission L'heure acadienne pour le compte de la radio CJMS[réf. nécessaire]. Irvin Blais est contagieux[Quoi ?] comme en fait foi la chronique de l'évènement touristique en Gaspésie, qui donne la chance aux artistes gaspésiens et acadiens de se faire valoir. En effet, celle-ci[Qui ?] indique que le 22 juillet 2008, un record d'assistance vient d'être enregistré au spectacle d'Irvin Blais offert ce soir-là avec près de 4 000 spectateurs[réf. nécessaire]. La moyenne d'assistance aux spectacles offerts par d'autres artistes cette saison-là étant de 1 660 personnes[réf. nécessaire].
Le 21 novembre 2009, Irvin Blais procède au lancement de son cinquième album au Centre antique de la rue Sherbrooke à Montréal devant plus de 700 personnes. L’assistance provient des quatre coins du Québec, du Nouveau-Brunswick et même du Nord de l'Ontario[réf. nécessaire]. Le 10 avril 2010, Irvin Blais effectue à Hearst en Ontario son premier spectacle en sol nord-ontarien. Peu après, il est sollicité par le Grand Sudbury et la ville de Kapuskasing pour des spectacles à venir[réf. nécessaire]. De retour à Montréal, on l'invite à participer à l'émission Pour l'amour du country animée par Patrick Norman[réf. nécessaire]. L'émission sera diffusée à l'automne 2010[réf. nécessaire]. Le 17 avril 2010, Irvin Blais procède à la sortie de son premier album anglophone de ses plus grands succès, le public apprécie l'album Forty Years[réf. nécessaire]. Même s'il chante en anglais, Irvin Blais ne délaisse pas pour autant son public francophone. En effet, il prépare aussi un 7e album en français qui sortira bientôt[Quand ?]. Irvin Blais est présent tout au long de l'été 2010 dans plusieurs spectacles à l’échelle de l’est du pays, dont un au Nouveau-Brunswick avec Tommy Cash, frère du célèbre Johnny Cash[réf. nécessaire].
L'année 2011 s'annonce bien pour Irvin Blais. Le 30 avril 2011, il procède au lancement officiel de son 7e album intitulé Ça pas d'bon sens au Centre antique de Montréal. L'album connaît le succès[réf. nécessaire]. À l'automne 2012, Irvin Blais lance son 8e album intitulé Elle. Le lancement officiel se déroule le 17 novembre au Centre antique de Montréal durant deux soirs de lancement, dont un à guichet fermé. Parmi les chansons puissantes sur cet album, notons entre-autres la chanson L'intimidation[réf. nécessaire].
L'année 2013 marque ses 10 ans de carrière ainsi que son adhésion au Regroupement indépendant de la musique émergente (RIME) qui commencera ses activités en septembre de la même année. Irvin Blais est la tête d'affiche du volet country du regroupement. Cependant, à la fin de l'année, un litige financier amène Irvin Blais à porter plainte contre un des responsables du RIME.
En 2020 il est le sujet d'un film documentaire de Guillaume Sylvestre raconté par Denys Arcand, Irvin Blais, la voix du peuple, diffusé sur Canal D.
Depuis 2021, il travaille avec un producteur, Martin Leclerc.

## Réception
La chanson Le Chantier, sur l'album Chérie je t'aime, est très populaire au Nouveau-Brunswick, notamment parmi les Acadiens partis travailler à Fort McMurray, pour lesquels cet titre est considéré comme un hymne.
Irvin Blais est en 2022 un des artistes québécois les plus diffusés en nombre de disques vendus. Le public semble apprécier sa manière de relater les épisodes injustes qui touchent la population : chômage, inflation, retraites, etc.,,.

## Récompenses
Il reçoit en 2021 le prix Ma première nomination lors du gala de l'ADISQ. Cette même année, il obtient le prix Paul Daraîche d’Arsenal Media.

## Discographie
- 2003 : La route des baleines
- 2006 : Chérie j't'aime
- 2006 : Party du Temps des Fêtes
- 2008 : L'bum (Mon p'tit gars)
- 2009 : Mon Père
- 2010 : Forty Years
- 2011 : Ça pas D'bon sens
- 2011 : Mon garçon
- 2012 : Elle
- 2014 : Bel Été
- 2015 : Joyeux Noël
- 2016 : Pour la Musique
- 2016 : Les incontournables
- 2018 : 13
- 2021 : Léda, nommé pour le meilleur album country de l'année[9].